# Тайко (барабан)

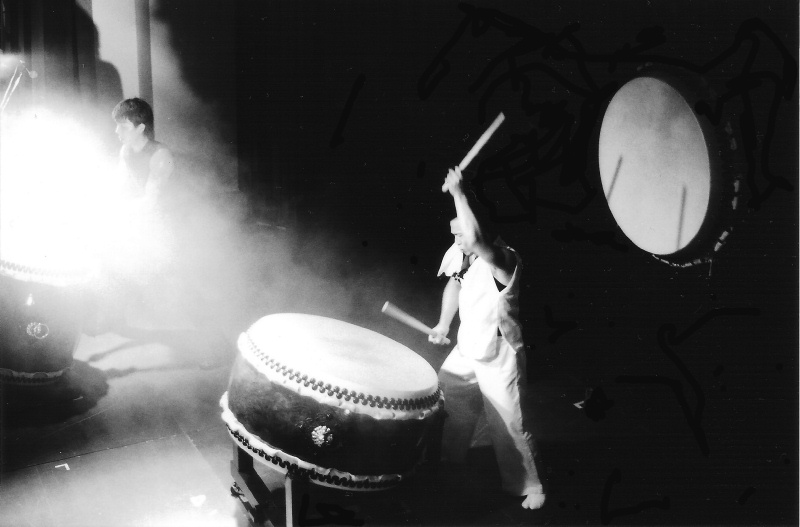
Виконання на тайко

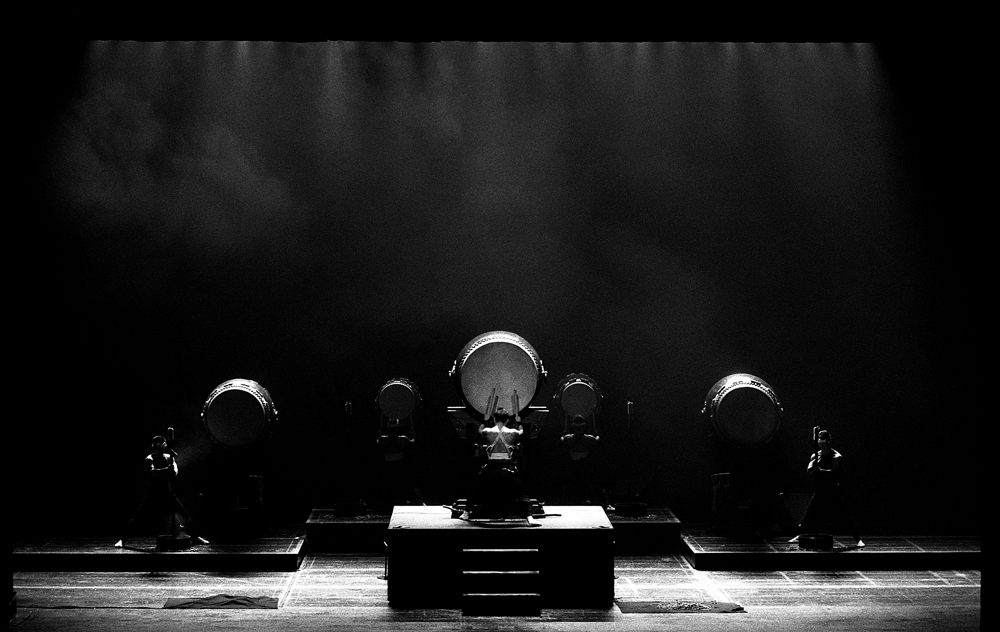
Ейтецу Хаяші під час виступу у Токіо (2001)

Тайко (яп. 太鼓) — загальна назва для традиційних барабанів у Японії. Дослівно «великий» чи «пузатий» барабан.

## Історія
Вважається, що ці ударні були завезені з Китаю або Кореї між III і IX століттями, а після IX століття виготовлялися місцевими майстрами, що й створило умови для виникнення унікального японського інструменту.
Достовірно відомо, що єдне з найбільш ранніх призначень тайко було військове. Грім барабанів під час атак використовувався для залякування супротивника і натхнення вояк на битву. Пізніше, до XV століття, барабани стали інструментом для подачі сигналів і передачі повідомлень під час битви.
Крім військових і територіальних, тайко завжди використовувалися і в естетичних цілях. Музика в стилі гагаку з'явилася в Японії в період Нара (697—794) разом з буддизмом і швидко прижилася при Імператорському дворі як офіційна. Зі зміцненням основних релігійних вчень ця функція перейшла до служителів синто і буддизму, а тайко стали храмовими інструментами.
Барабанщики виконують композиції тільки з дозволу вчителя і вчать їх виключно на слух. Традиційно нотний запис не ведеться і, більш того, заборонений. Навчання проходить в спеціальних громадах, відгороджених від зовнішнього світу, що представляють собою щось середнє між армійським підрозділом і монастирем. Для гри на тайко потрібна значна сила, тому всі барабанщики проходять сувору фізичну підготовку.
За конструкцією поділяються на дві великі групи: бйо-дайко, у якого мембрана жорстко закріплена цвяхами без можливості налаштування, і шіме-дайко, які можна налаштувати за допомогою шнурів або гвинтів. Корпус барабана видовбують з цільного шматка твердої деревини. На тайко грають паличками під назвою баті.